# 布魯克林帕克 (馬里蘭州)
布魯克林帕克（英語：Brooklyn Park）是位於美國馬里蘭州安妮阿倫德爾縣的一個普查規定居民點。

## 人口
根據2020年美國人口普查的數據，布魯克林帕克的面積為11.06平方千米，當中陸地面積為10.91平方千米，而水域面積為0.15平方千米。當地共有人口16112人，而人口密度為每平方千米1,456.78人。